# Distretto di Spittal an der Drau
Il distretto di Spittal an der Drau è uno dei distretti dell'Austria situato nel Land della Carinzia.

## Geografia antropica

### Città
- Gmünd in Kärnten
- Radenthein
- Spittal an der Drau

### Paesi
- Greifenburg
- Lurnfeld
- Millstatt am See
- Oberdrauburg
- Obervellach
- Sachsenburg
- Seeboden am Millstätter See
- Steinfeld
- Winklern

### Borghi
- Bad Kleinkirchheim
- Baldramsdorf
- Berg im Drautal
- Dellach im Drautal
- Flattach
- Großkirchheim
- Heiligenblut am Großglockner
- Irschen
- Kleblach-Lind
- Krems in Kärnten
- Lendorf
- Mallnitz
- Malta
- Mörtschach
- Mühldorf
- Rangersdorf
- Reißeck
- Rennweg am Katschberg
- Stall
- Trebesing
- Weißensee